# استیو آلبینی
استیو فرانک آلبینی (به انگلیسی: Steve Albini) (۲۲ ژوئیهٔ ۱۹۶۱ – ۷ مهٔ ۲۰۲۴) ترانه‌نویس-خواننده آمریکایی، گیتاریست، تهیه‌کننده موسیقی، مهندس صدا و روزنامه‌نگار موسیقی بود. او در گذشته از اعضای باندهای بیگ بلک، ریپ‌من، فلور و شلاک بود. وی بنیان‌گذار، مالک و رهبر الکتریکال اودیو، یک استودیو ضبط واقع در شیکاگو بود. در مارس ۲۰۰۴، آلبینی به گروهی متشکل از بیش از ۳۰۰ دانشجوی MTSU گفت که آلبوم‌هایی که او بر روی آن‌ها کار کرده‌است شاید به اندازه ۱۵۰۰ عدد برسد. از جمله آثار برجسته‌ای که او تهیه‌کنندگی آن‌ها را بر عهده داشته، می‌توان به در رحم اثر نیروانا و روزای موج‌سوار اثر پیکسیز اشاره کرد. آلبنی متولد پاسادینا، کالیفرنیا بود و او فرزند Gina Albini و Frank Addison Albini، محقق حیات وحش و دارای یک بردار و خواهر بود. او با کارگردان فیلم، Heather Whinna ازدواج کرد و هر دو در شیکاگو کار و هم زندگی می‌کردند.